# La Nueva Unión, San Carlos
La Nueva Unión är en ort i Mexiko.   Den ligger i kommunen San Carlos och delstaten Tamaulipas, i den centrala delen av landet, 600 km norr om huvudstaden Mexico City. La Nueva Unión ligger 245 meter över havet och antalet invånare är 181.
Terrängen runt La Nueva Unión är platt. Runt La Nueva Unión är det mycket glesbefolkat, med 4 invånare per kvadratkilometer. Närmaste större samhälle är San Lázaro, 18,4 km norr om La Nueva Unión. Trakten runt La Nueva Unión består i huvudsak av gräsmarker.